# Aphis soan
Aphis soan är en insektsart. Aphis soan ingår i släktet Aphis och familjen långrörsbladlöss. Inga underarter finns listade i Catalogue of Life.